# Diepmannsbach
Der Diepmannsbach ist ein rund drei Kilometer langer orografisch linker Zufluss des Morsbaches in Nordrhein-Westfalen, der auf dem Gebiet von Remscheid verläuft.

## Namen
Der Diepmannsbach hatte ursprünglich verschiedene Namen: Dittmannsbach, Deichmannsbeck und Teichmannsbeek. Das Tal wurde auch verschieden benannt: Rutzkotter Tal, Überfelder Tal, Endringhauser Bachtal und Walkbachtal.

## Geographie

### Verlauf
Der Diepmannsbach ist ein kleines Fließgewässer in Remscheid und entspringt in drei Quellen zwischen den Lenneper Ortslagen Kimmenau und Glocke nahe dem Bahnhof Remscheid-Lennep. Nachdem er in drei Teichen mit insgesamt 27.000 m³ Stauinhalt, Rotzkotter Seen genannt, gestaut wird, nimmt er von links den Rotzkotter Bach und den Anger Siefen auf. Anschließend unterquert er die Bundesautobahn 1, nimmt von links den Wüstenhagener Bach (auch Überfelder Bach genannt) auf und wird erneut in mehreren Teichen gestaut. In der gleichnamigen Remscheider Ortslage mündet der Diepmannsbach in den Morsbach, der in seinem dortigen Oberlauf auch als Endringhauser Bach bezeichnet wird.

### Zuflüsse
- Rotzkotter Bach (links), 0,5 km
- Anger Siefen (links), 0,3 km
- Wüstenhagener Bach (links), 0,6 km

## Natur und Umwelt
Der Diepmannsbach weist eine hohe Gewässerqualität der Güteklasse I-II auf. Sein Oberlauf liegt im 44,6640 ha großen Naturschutzgebiet Westerholt (Kennziffer RS-006).

## Industrielle Nutzung
Der Diepmannsbach wurde wie alle geeigneten Nebengewässer des Morsbachs zum Antrieb von Wassertriebwerken genutzt. Zu den frühen Anlagen gehörten die 1692 urkundlich erwähnte Mühle am Rotzkotten, die im gleichen Jahr erwähnten Buchholzmühle und Busenhammer und der Honsberger Kotten (seit 1827 belegt).
Ab 1833 entstand im Unterlauf am Standort der Froweinsmühle (1692 belegt) die eine Wollaakenfabrik, die 1850 verkauft und in eine Streichgarnspinnerei umgewandelt wurde. 1851 wurde anstelle des Wasserrades eine Wasserturbine und eine Dampfmaschine eingebaut. Ab 1887 zog dort die Fahrradfabrik Elite ein, die aufgrund wirtschaftlichen Misserfolgs 1901 die Produktion einstellen musste. 1923 wurde die Fabrik abgerissen, auf dem Gelände blieben zwei Werkshäuser erhalten, von denen eines nun als Wanderheim des Sauerländischen Gebirgsvereins (Abteilung Wuppertal e. V.) genutzt wird. Eine Salmiakfabrik lag an der Mündung des Diepmannsbach.
Ab 1880 baute die bergische Textilindustriellenfamilie Wülfing bei Lennep oberhalb der Quelle des Diepmannsbachs die Kammgarnspinnerei Johann Wülfing & Sohn. Zur Deckung des Wasserbedarfs der Fabrik wurde ein Pumpwerk an den Rotzkotter Seen erbaut, das diesen Wasser entnahm. Da der errechnete Wasserbedarf bei weitem nicht ausreichte, wurden die beiden vorhandenen Rotzkotter Seen vergrößert, ein dritter Stauteich angelegt und die zuvor windkraftbetriebene Pumpe durch Dampfkraft ersetzt.

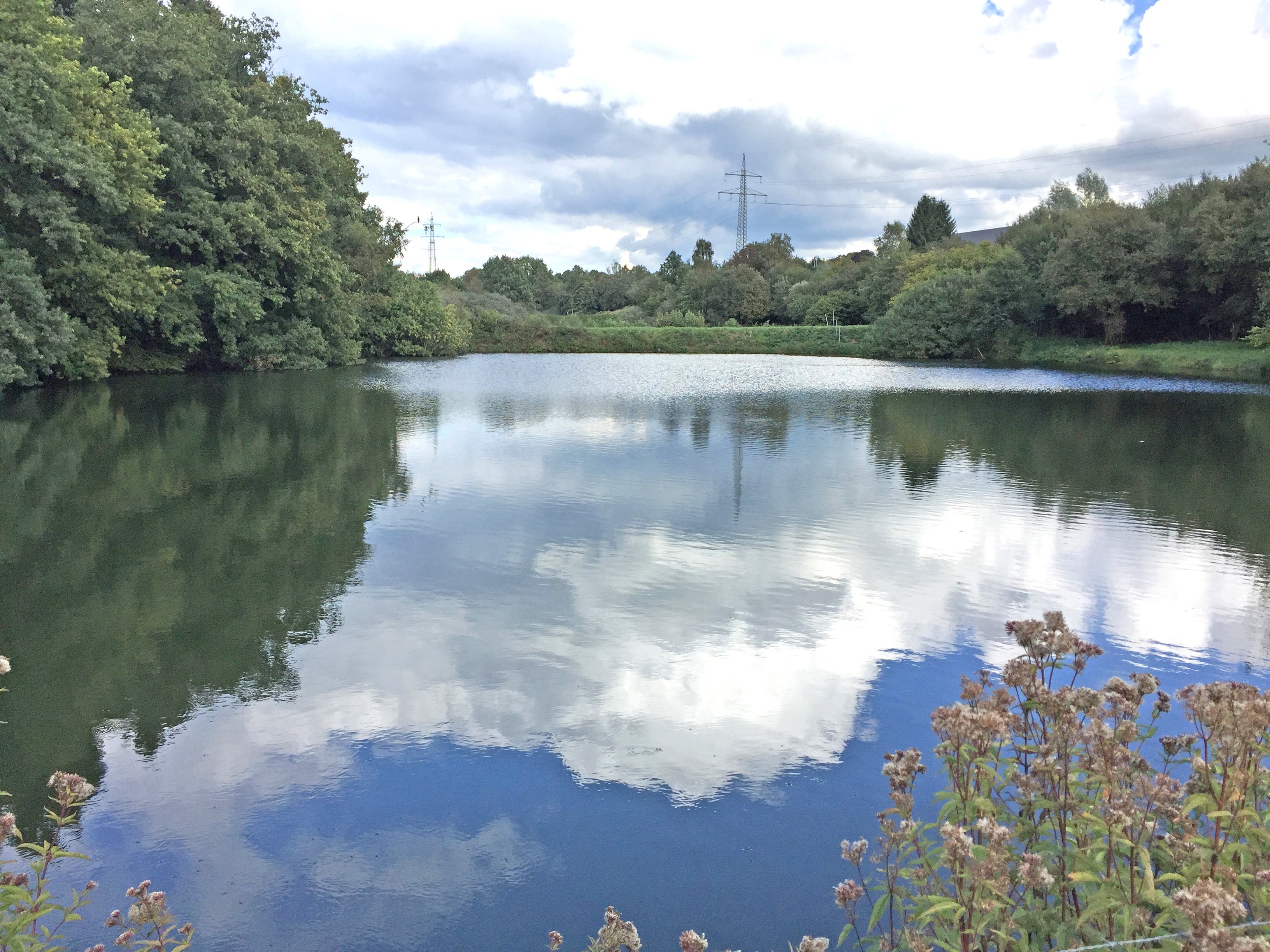
Unterer Rotzkottener See

Die Firma Wülfing erwarb bis 1888 alle Grundstücke im Diepmannsbachtal und die damit verbundenen Wasserrechte. Weitere Stauteiche im Lauf wurden vergrößert oder neu angelegt, so dass bis zu 45.000 m³ Brauchwasser zur Verfügung standen. Ein weiteres dampfbetriebenes Pumpwerk mit einer Förderleistung von 600 m³ befand sich an der Fahrradfabrik. Gleichzeitig wurde der Diepmannsbach als Abwasservorfluter der Kammgarnspinnerei benutzt und stark verschmutzt. Absetzbecken und Rieselfeldern waren bis in die 1970er Jahre in Funktion, erst in den 1990er Jahren wurden alle Abwässer in einem werkseigenen Klärwerk gereinigt. Nachdem das Pumpwerk an den Rotzkotter Seen im Zweiten Weltkrieg durch einen Bombentreffer zerstört worden war, wurde ein Stück bachabwärts ein neues eingerichtet. Die Kammgarnspinnerei wurde 1998 geschlossen, bis dahin entnahm sie monatlich 1.000 m³ dem Diepmannsbach.

## Projektierte Talsperre
1912 plante die Firma Johann Wülfing & Sohn im Diepmannsbachtal eine Talsperre mit einem Stauinhalt von 160.000 bis 200.000 m³. Der nach Planungen des Architekten Arthur Schmidt ca. 120 m lange Staudamm sollte im Bereich des Busenhammerteichs errichtet werden.
Im Lenneper Kreisblatt wurde von den Plänen berichtet:

„An der Ostgrenze unseres Stadtkreises wird der Bau einer neuen Thalsperre vorbereitet. Die Firma Wülfing und Sohn: (Inhaber Hardt) zu Lennep gedenkt in dem hinter Wüstenhagen und Überfeld von Süden nach Norden sich hinziehenden Thal zwecks Wassergewinnung für ihre große Kammgarnspinnerei eine Thalsperre von 200000 cbm bauen. Ein Haus von der Buchholzmühle mußte bereits dem Projekt seinen Platz räumen. Am Berghang sind bereits für die Fundamente der Sperrmauer umfangreiche Erdaushebungen vorgenommen worden.
Das große massive Fabrikgebäude am Ausgang des Thales zu Diepmannsbach, wo bis 1900 das Fahrradwerk Bismarck betrieben wurde, wird abgetragen. Die dicken Quadersteine sollen beim Bau der Sperrmauer Verwendung finden.“

Obwohl der zuständige Gewässerverband die Errichtung der Talsperre befürwortete, stießen die Pläne auf Ablehnung von Sachverständigen. Die Gründe für die Aufgabe des Projektes sind nicht bekannt.

## Galerie

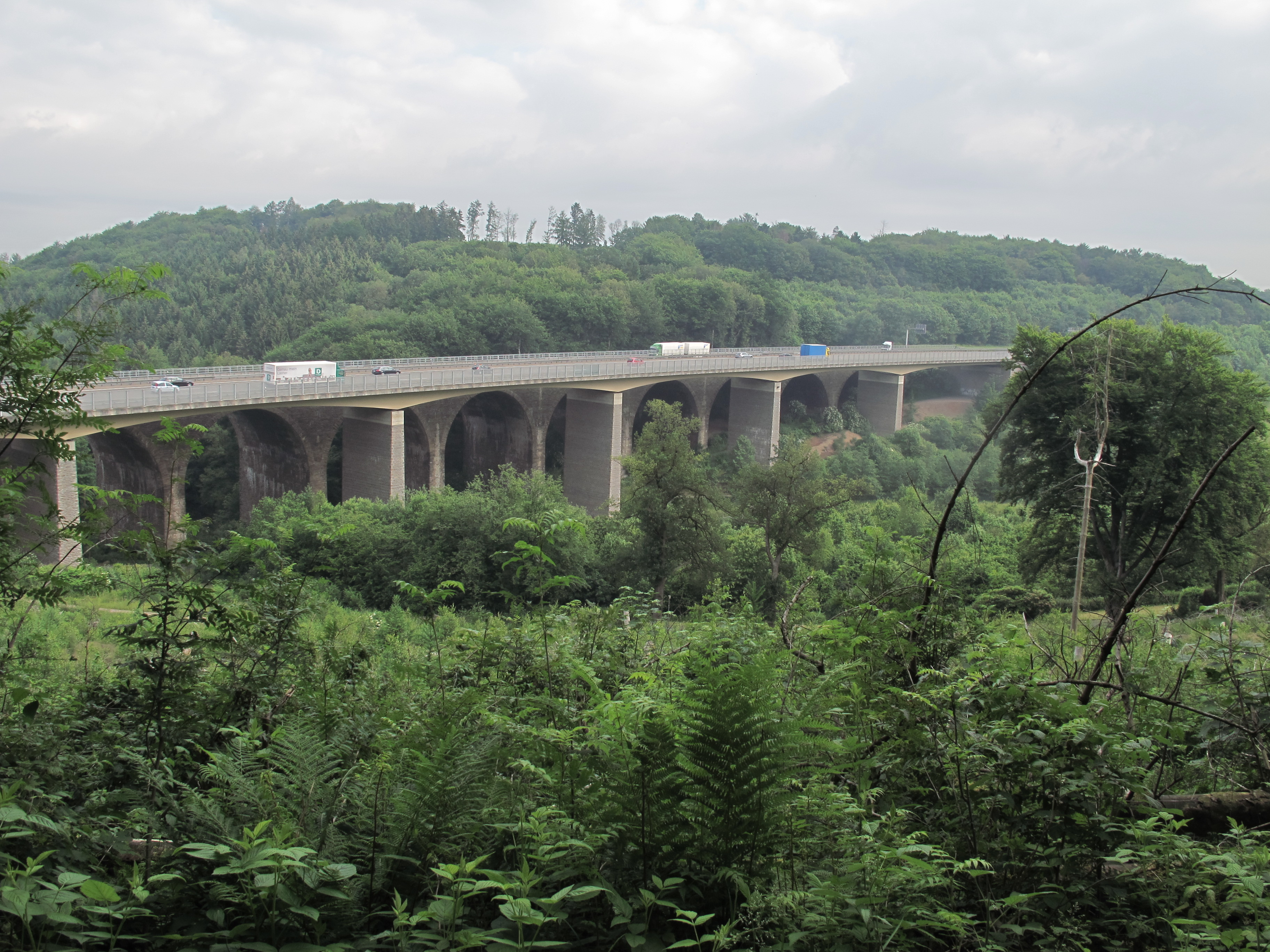
Autobahnbrücke (A1) über das Diepmannsbachtal
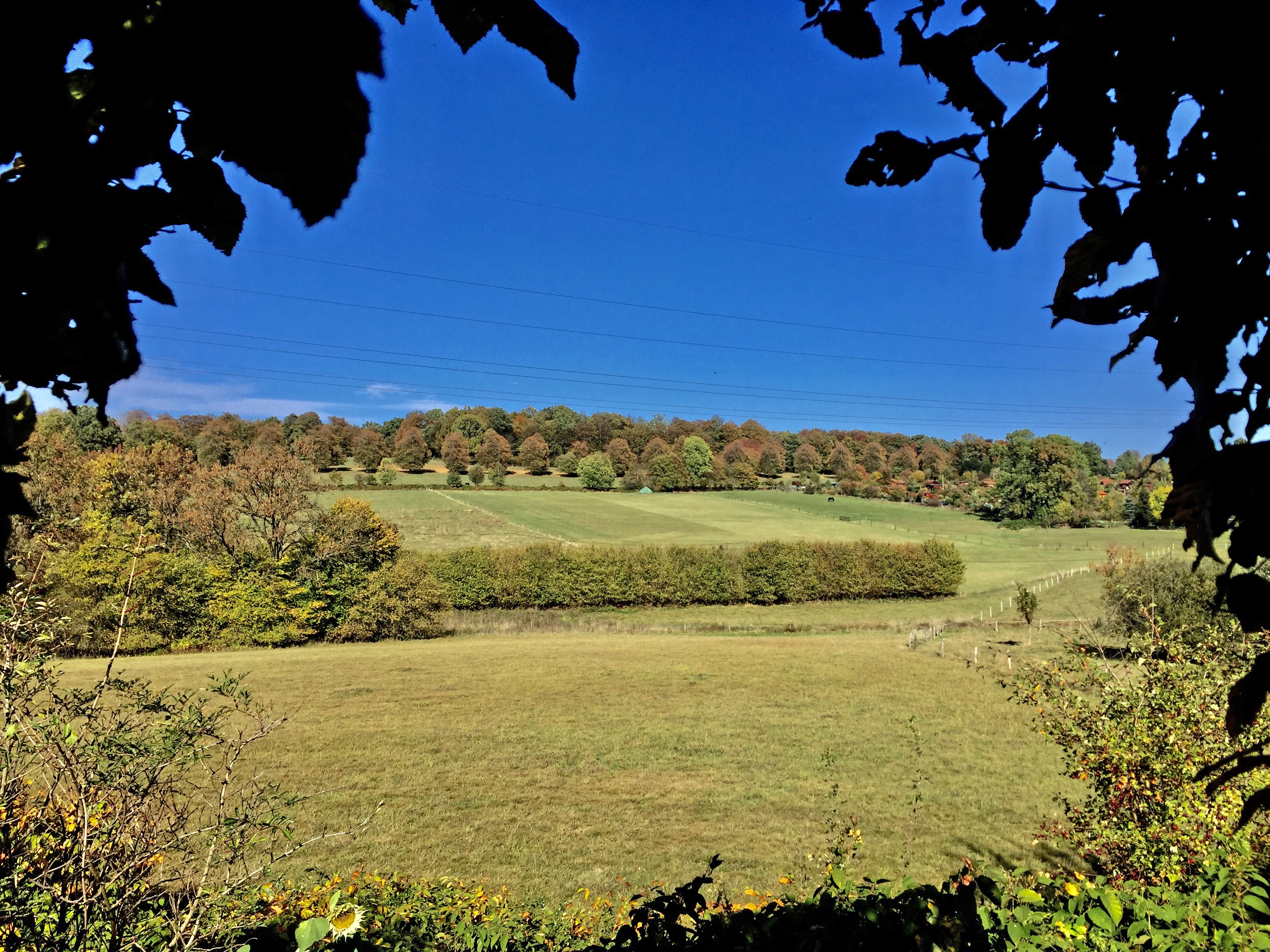
NSG Westerholt/Quellgebiet des Diepmannsbaches
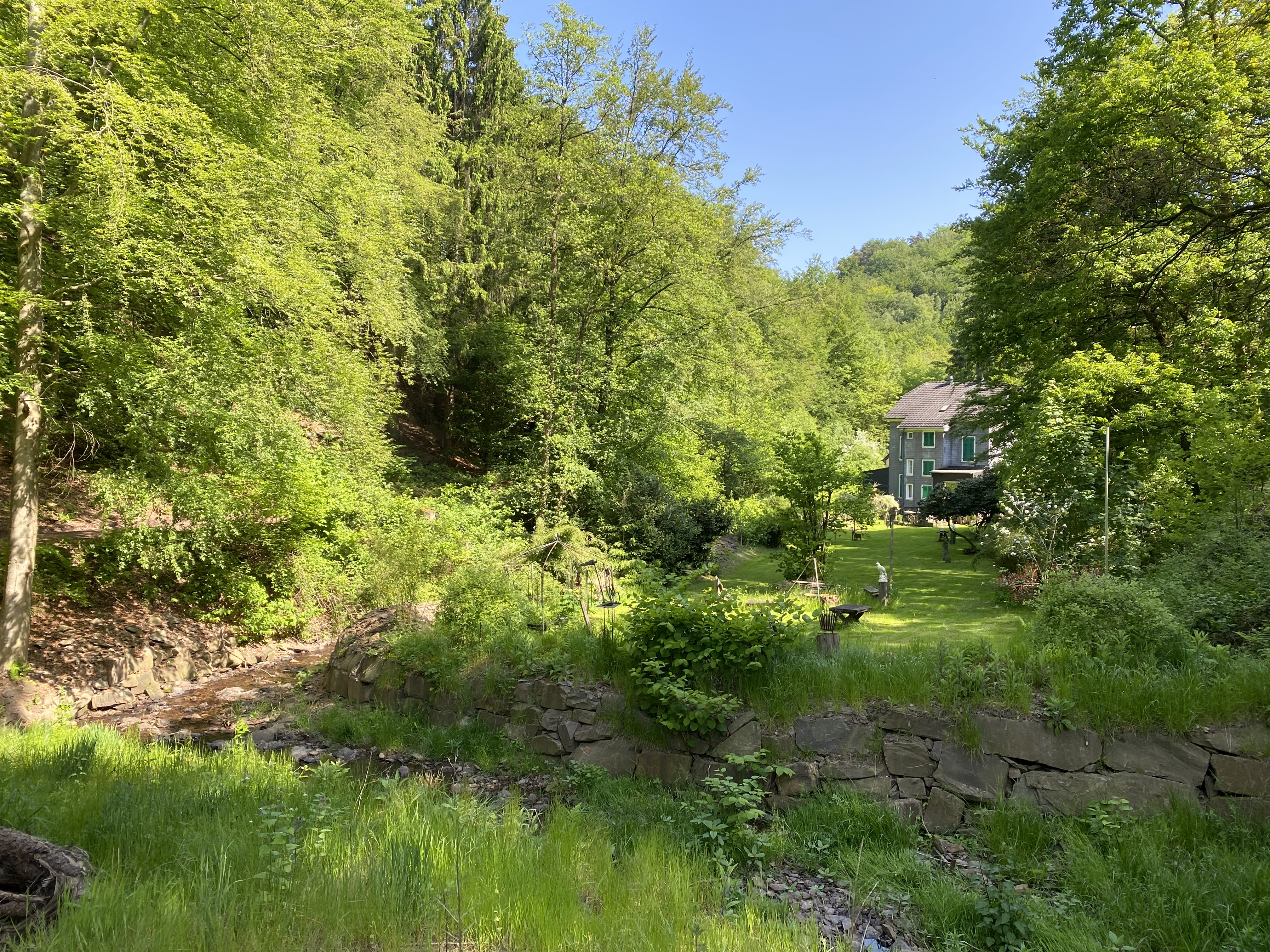
Renaturierter Unterlauf oberhalb SGV-Heim (hinten)